# Day One
Day One —en español: Un Día— es el álbum debut de la banda estadounidense de nu metal From Ashes to New, publicado por la compañía discográfica Eleven Seven Music el 26 de febrero de 2016.

## Lista de canciones
| N.º   | Título                 | Duración |  |
| 1.    | «Land of Make Believe» | 3:11     |  |
| 2.    | «Farther from Home»    | 3:33     |  |
| 3.    | «Lost and Alone»       | 3:09     |  |
| 4.    | «Shadows»              | 3:26     |  |
| 5.    | «Through It All»       | 3:33     |  |
| 6.    | «Face the Day»         | 3:03     |  |
| 7.    | «Downfall»             | 3:32     |  |
| 8.    | «Breaking Now»         | 3:30     |  |
| 9.    | «Every Second»         | 3:34     |  |
| 10.   | «Same Old Story»       | 2:56     |  |
| 11.   | «You Only Die Once»    | 3:22     |  |
| 36:56 |                        |          |  |

## Créditos
| - Matt Brandyberry - rap, sintetizador (2013-presente), guitarra líder (2013) - Chriss Musser - voces (2013-presente) - Branden Kreider - guitarra rítmica, screaming/growling (2013-presente) - Lance Dowdle - guitarra líder, coros (2015-presente) - Tim D'Onofrio - batería (2014-presente) |

## Ranking
| Gráfica (2016)                    | Position |
| --------------------------------- | -------- |
| Billboard 200                     | 53       |
| US Digital Albums (Billboard)     | 12       |
| US Top Album Sales (Billboard)    | 23       |
| US Top Rock Albums (Billboard)    | 6        |
| US Hard Rock Albums (Billboard)   | 2        |
| US Independent Albums (Billboard) | 5        |
| US Alternative Albums (Billboard) | 4        |